# 奧比霍德
奧比霍德是烏克蘭的村落，位於該國北部日托米爾州，由科羅斯堅區負責管轄，始建於1617年，面積0.4平方公里，海拔高度164米，2001年人口230，人口密度每平方公里576.44人。